# Mura di Montiano
Le mura di Montiano costituiscono il sistema difensivo dell'omonimo borgo del territorio comunale di Magliano in Toscana.

## Storia
La cinta muraria fu costruita durante il periodo medievale, a difesa del fiorente centro agricolo. L'opera venne ultimata dagli Aldobrandeschi nel tardo Duecento, quando Montiano era già stato inglobato nella Contea di Sovana.
Nelle epoche successive, la struttura difensiva non venne modificata, né dai Senesi né dai Medici; solo in alcuni tratti è stata parzialmente o interamente incorporata dalle pareti esterne di edifici abitativi.

## Descrizione
Le mura di Montiano delimitano interamente il borgo, sviluppandosi a forma ellittica.
Prive di strutture fortificate di rilievo, sono costituite esclusivamente da una cortina muraria, rivestita in blocchi di pietra, che in alcuni tratti è inglobata o sormontata dalle mura perimetrali esterne di edifici del centro. Nel complesso, hanno conservato discretamente gli originari elementi stilistici medievali.
L'unica porta di accesso al borgo, la porta di Montiano, si apre lungo il tratto sud-orientale della cerchia muraria.